# Zebir-Iurt
Zebir-Iurt (en rus: Зебир-Юрт) és un poble de la república de Txetxènia, a Rússia, segons el cens del 2022 tenia 913 habitants.